# Tournefortia tacarcunensis
Tournefortia tacarcunensis là loài thực vật có hoa trong họ Mồ hôi. Loài này được A.H. Gentry & Nowicke miêu tả khoa học đầu tiên năm 1977.